# Alleinstehender
Als Alleinstehender oder umgangssprachlich auch Alleinlebender oder – als Anglizismus – Single wird eine erwachsene Person bezeichnet, die ohne feste soziale Bindung an eine Partnerin oder einen Partner sowie ohne minderjährige Kinder im Haushalt lebt. Nach dieser Definition sind Alleinerziehende keine Singles. „Alleinstehender“ ist ein statistischer Begriff für Einpersonen-Haushalte, das Attribut „ledig“ eine amtliche Bezeichnung für Personen, die nie verheiratet waren, und „Junggeselle“ eine umgangssprachliche Bezeichnung für denselben Sachverhalt.

## Zur Geschichte der Alleinstehenden
Alleinstehende sind kein modernes Phänomen und in vielen Kulturen waren bestimmte soziale Rollen nur für Alleinstehende vorgesehen, z. B. Schamane in Nordasien oder Wandermönche im Kaiserreich China. Nach dem Verbot der Priesterehe 1139 war in Europa auch der geistliche Stand als sog. Weltpfarrer nur alleinstehenden Männern möglich.
Alleinstehende werden seit langem als besondere Zielgruppe für die Werbung angesehen. Die Beispiele reichen bis ins 18. Jahrhundert zurück. So warb etwa in der Times im Jahr 1800 ein Erfinder für seinen Tischwasserkocher (Lloyd’s patentierter Tischwasserkocher von 1800) und wandte sich damit explizit an Singles: „Single Ladies or Gentlemen, living in Apartments…“
Früher gab es in vielen Gesellschaften Dresscodes: bindungswillige Männer und Frauen trugen bestimmte Kleidungsaccessoires, um zu signalisieren, dass sie auf Partnersuche waren.
- So trugen in manchen Gegenden des Schwarzwalds ledige Frauen einen Bollenhut (auch Schwarzwald-Hut genannt) mit roten Kugeln, verheiratete Frauen einen mit schwarzen Kugeln.
- In manchen Gegenden tragen unverheiratete Frauen ihr Dirndlkleid mit Schleife auf der linken Seite und verheiratete auf der rechten.[2] Diese Traditionen sind weitestgehend in Vergessenheit geraten oder mit der heutigen Mode unvereinbar.

## Statistiken
| Lebensform              | Anteil |
| ----------------------- | ------ |
| Ehepaare                | 44 %   |
| Lebensgemeinschaften    | 8 %    |
| Alleinstehende (Single) | 43 %   |
| Alleinerziehende        | 6 %    |

Statistisch sind die Begrifflichkeiten nicht eindeutig. Häufig werden unter Singles Ein-Personen-Haushalte verstanden. Diese können aber durchaus in einer Partnerbeziehung, gar Ehe mit getrennten Wohnungen leben. Das Statistische Bundesamt hat 2001 in seinem Mikrozensus ermittelt, dass 17 % der Menschen in Ein-Personen-Haushalten lebten. Wohngemeinschaften wurden in diesem Mikrozensus als mehrere Ein-Personen-Haushalte erfasst. Nach dem Mikrozensus 2005 des Statistischen Bundesamtes leben 26 % aller deutschen Frauen ohne Partner (im Vergleich zu 18 % der Männer): 8,651 Millionen alleinstehende und 2,236 Millionen alleinerziehende Frauen. 2023 lag der Anteil Alleinstehender an der Bevölkerung bei 20 Prozent, deutlich über dem EU-Durchschnitt von 16 Prozent.
In der Schweiz leben (nach Zahlen aus dem Jahr 2005) 15 % der Menschen in Ein-Personen-Haushalten. Der Anteil der Ein-Personen-Haushalte hat sich hier von 14 % im Jahr 1960 auf 36 % im Jahr 2005 erhöht (in den Städten sogar auf mehr als 50 %).
In den Vereinigten Staaten gibt es mittlerweile mehr Singles als verheiratete Paare.
Die Klosterstudie bestätigte, dass verheiratete Personen länger leben als unverheiratete. Verheiratete haben eine signifikant höhere Lebenserwartung gegenüber allen anderen Familienständen, Ledige gegenüber Verwitweten und Geschiedenen. Aus einer finnischen Untersuchung mit über 1,5 Millionen Verheirateten geht hervor, dass es beim Verlust des Ehepartners bei Männern zu einem mehr als doppelt so hohen relativen Anstieg der Sterblichkeit kommt wie bei Frauen.

## Kultur

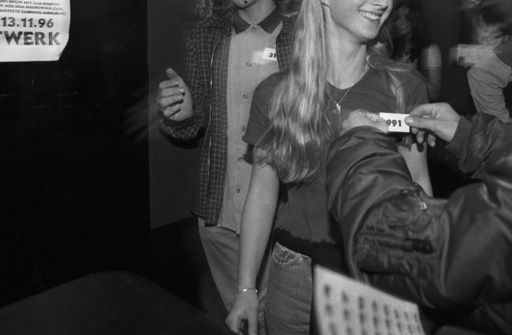
Teilnehmerin einer Single Party 1996. An die verteilten Nummern konnten Briefe geschrieben werden.

Die Singlethematik wird kulturell reflektiert in literarischen oder filmischen Werken wie Sex and the City, Singles – Gemeinsam einsam oder Shoppen.
Wie die britische Soziologin Jan Macvarish im Jahre 2007 nachwies, hat die mediale Darstellung alleinstehender Frauen sich in jüngerer Zeit weg vom Typus unfreiwillig einsamer Frauen (Bridget Jones) hin zu Frauen gewandelt, die aus einer eigenen souveränen Entscheidung heraus ohne Partner bleiben.
In der japanischen Gesellschaft wird das Phänomen als Hyper-Solo-Gesellschaft beschrieben.

## Rechtsbegriff
Der Rechtsbegriff Alleinstehender wird vom Gesetzgeber häufig verwendet, insbesondere im Steuerrecht gibt es dazu besondere Regelungen (in Deutschland u. a. § 24b Einkommensteuergesetz, § 53 Nr. 2 Abgabenordnung), wobei sich dazu eine Legaldefinition in § 24b Abs. 3 EStG findet.